# آریانا روزنبلوث
آریانا دبلیو روزنبلوث (انگلیسی: Arianna W. Rosenbluth؛ زادهٔ) دانشمند در زمینه فیزیک و علوم رایانه اهل ایالات متحده آمریکا است. او در توسعه الگوریتم متروپلیس‌هستینگز مشارکت داشته‌است. او نویسنده مقاله «معادلات محاسبات حالت با استفاده از کامپیوترهای سریع» است که به الگوریتم مزبور پرداخته‌است. این زن اولین بیان کامل از زنجیره مارکوف مونت کارلو را ارئه داد که برای کامپیوتر مانیاک ۱ استفاده می‌شد.

## زندگی اولیه و تحصیلات
آریانا روزنبلوث در ۱۵ سپتامبر ۱۹۲۷ در هیستون، تگزاس متولد شد. او در دانشگاه رایس تحصیل کرد و در سال ۱۹۴۶ مدرک کارشناسی علوم خود را دریافت کرد. در دوران دانشگاه، او به طور رقابتی شمشیربازی می‌کرد و هم قهرمانی زنان تگزاس در رشته فویل و هم قهرمانی مردان هوستون را به دست آورد. او برای المپیک واجد شرایط شد، اما به دلیل جنگ جهانی دوم و لغو المپیک تابستانی ۱۹۴۴ و عدم توانایی مالی برای سفر به بازی‌های ۱۹۴۸ لندن، نتوانست در این مسابقات شرکت کند.

## زندگی شخصی
در حالی که در دانشگاه استنفورد بود، با مارشال روزنبلاث آشنا شد و این دو در ۲۶ ژانویه ۱۹۵۱ ازدواج کردند. آنها قبل از طلاق در سال ۱۹۷۸، چهار فرزند داشتند. در سال ۱۹۵۶، او از لس آلاموس به سن دیگو، کالیفرنیا نقل مکان کرد، جایی که مارشال در جنرال اتمیکس شروع به کار کرد. سرانجام، او به پرینستون، نیوجرسی نقل مکان کرد و در منطقه بزرگ لس آنجلس ساکن شد. او پس از طلاق، نام خانوادگی متأهل خود را حفظ کرد.
روزنبلاث در ۲۸ دسامبر ۲۰۲۰، در طول دنیاگیری کووید-۱۹ در کالیفرنیا، بر اثر عوارض کووید-۱۹ در منطقه بزرگ لس آنجلس در سن ۹۳ سالگی درگذشت.